# Gonyleptes parcigranulatus
Gonyleptes parcigranulatus is een hooiwagen uit de familie Gonyleptidae.